# Lophoptera argenteocoerulea
Lophoptera argenteocoerulea là một loài bướm đêm trong họ Noctuidae.